# Jean-Marie Bastien-Thiry
Jean-Marie Bastien-Thiry (19 de octubre de 1927-11 de marzo de 1963) fue un ingeniero militar francés especializado en armamento aéreo que intentó asesinar al Presidente de Francia Charles de Gaulle el 22 de agosto de 1962, como consecuencia de la independencia de Argelia.

## Vida
Bastien-Thiry nació en una familia católica de oficiales militares en Lunéville, Meurthe-et-Moselle. Su padre había conocido a de Gaulle en la década de 1930 y era miembro del partido gaullista Agrupación del Pueblo Francés (RPF). Cursó estudios en el École Polytechnique, continuando luego en la École nationale supérieure de l'Aéronautique antes de ingresar en la Fuerza Aérea Francesa donde se especializó en el diseño de misiles aire-aire. En 1957 fue ascendido a ingeniero militar principal aéreo. Estuvo casado con Geneviève Lamirand, hija de Georges Lamirand (1899-1994), quien había sido Secretario General de la Juventud durante el gobierno de Francia de Vichy entre septiembre de 1940 a marzo de 1943 pero la familia apoyaba la Francia Libre. Tuvo tres hijas.

## Intento de asesinato
Aunque al regresar al gobierno De Gaulle tuvo la intención de mantener los departamentos franceses de Argelia (creados en 1848) como una «parte integral de Francia», en septiembre de 1959 De Gaulle modifica su política y gradualmente comienza un proceso de secesión de Argelia. Bastien-Thiry quien había sido gaullista hasta 1959 se convirtió en opositor. Como consecuencia de esta nueva política, con la cual disentían numerosos militares y varios de los asesores de De Gaulle, se realizaron dos referendums de autodeterminación. El primero en 1961, y el segundo el 8 de abril de 1962 (conocido como el referéndum de los Acuerdos de Evian en 1962). Este último no respetó lo establecido en el artículo 3 de la Constitución de Francia, ya que los ciudadanos que vivían en Argelia no pudieron participar de este referéndum.
Bastien-Thiry, estaba involucrado con una organización aún hoy poco conocida (Vieil État-Major, la cual probablemente contaba con el apoyo de oficiales de alto rango, políticos y jefes de grandes empresas), cooperaban con miembros de la Organisation de l'armée secrète (OAS) que ya estaba realizando asesinatos y colocando bombas para tratar de oponerse a la independencia de Argelia. Sin embargo Bastien-Thiry no era un miembro del OAS.
Bastien-Thiry lideró el intento de asesinato más osado contra de Gaulle. El 22 de agosto de 1962 el grupo se concentró en el suburbio parisino de Petit-Clamart. El vehículo de De Gaulle, un Citroën DS (sin blindaje y con matrícula civil 5249 HU 75), y varios comercios de la vecindad fueron rociados con fuego de ametralladora, pero de Gaulle, su esposa y sus acompañantes lograron escapar indemnes. Luego del atentado, se pudieron contar catorce agujeros de bala en el vehículo del presidente, y otras veinte perforaciones en el Café Trianon de las inmediaciones, y en la calzada se contaron otras ciento ochenta y siete. Este evento fue llevado a la ficción en el libro El día del Chacal (1971). De Gaulle destacó las especiales características del automóvil DS, como una de las razones por las que salvó su vida. Los disparos habían perforado dos de las ruedas, pero aun así el vehículo pudo escapar a gran velocidad.

## Arresto y juicio
Bastien-Thiry fue arrestado al regresar de una misión en el Reino Unido. Entre el 28 de enero al 4 de marzo de 1963 fue llevado a juicio ante un tribunal militar presidido por el General Roger Gardet. Fue defendido por un equipo legal formado por los abogados Jacques Isorni, Richard Dupuy, Bernard Le Coroller, y Jean-Louis Tixier-Vignancour quien sería posteriormente en 1965 un candidato de la extrema derecha en la elección presidencial. Aunque había proclamado que la matanza de De Gaulle habría estado justificada por el "genocidio" de la población europea de la recientemente independizada Argelia (una referencia en gran medida a la masacre de Oran de 1962) y principalmente la matanza de varias decenas o cientos de miles de musulmanes pro-Francia (harkis) por el FLN, él alegó que mientras que los otros conspiradores pudieran haber admitido tratar de asesinar al jefe de Estado, él solo había intentado capturar a De Gaulle con la intención de ponerlo en manos de Jueces más comprensivos. Bastien-Thiry, a quien los siquiatras habían definido como "normal" a pesar de una historia clínica de depresión, fue encontrado culpable y sentenciado a muerte.

## Ejecución
La ejecución se llevó a cabo una semana después del juicio, lo cual fue inusual. Probablemente se organizó el mayor plan de seguridad en la historia judicial francesa para trasladar a Bastien-Thiry desde su celda al sitio de su ejecución. Se ubicaron 2000 policías a lo largo del trayecto y se utilizaron 35 vehículos. El gobierno tenía miedo de que se intentara ejecutar un plan de fuga, de hecho se sabe que un plan existió pero nunca fue implementado. Paradójicamente, el plan de la policía estaba encabezado por Jean Cantelaube, un antiguo oficial de seguridad de De Gaulle. Recientemente se ha determinado que en realidad era un agente de inteligencia que proveyó información a la organización de Bastien-Thiry.
Jean Bastien-Thiry fue ejecutado por un pelotón de fusilamiento en el Fort d'Ivry el 11 de marzo de 1963, mientras sostenía su rosario. Rechazó que le vendaran los ojos. Tenía 35 años de edad.
Sobre Bastien-Thiry, De Gaulle dijo "Los franceses necesitan mártires ... Los deben escoger con cuidado. Yo podría haberles dado uno de esos generales estúpidos que juegan a la pelota en la prisión de Tulle. Yo les di a Bastien-Thiry. Ellos serán capaces de convertirlo en un mártir. Él se lo merece." (Lacouture, 329).